# Тарзан
Вижте пояснителната страница за други значения на Тарзан.
Терзан е измислен литературен герой, дете, отгледано от маймуни в африканската джунгла. Книгата „Тарзан, храненикът на маймуните“ (Tarzan of the Apes) с автор Едгар Райс Бъроуз е публикувана през 1914 г. Оттогава по нея са направени десетки филми, и са написани няколко продължения на книгата.
Тарзан е син на благородници, които загиват, атакувани след корабокрушение в африканската джунгла. Тарзан бива отгледан от човекоподобни маймуни, като в частност една женска от тях, която е загубила малкото си. Името Тарзан означава Белокожият, но неговото английско име е Джон Клейтън, лорд Грейсток. Той среща млада американка, Джейн Портър и се влюбва в нея. За кратко отива в Америка, но не остава доволен от цивилизацията и нейния фалш и двамата с Джейн се връщат в Африка.
- Филмов плакат от 1918 година
- Фигура на Тарзан в Увеселителен парк в Анкара
- Илюстрация от Джеймс Алън Сейнт Джон за „Тарзан и златния лъв“ от Едгар Бъроуз